# Karmel Sastre Sastre
Karmel Sastre Sastre, Carmelo Sastre Sastre (ur. 20 grudnia 1890 w Villa de Pego, zm. 15 sierpnia 1936 w Palma de Gandia) – hiszpański błogosławiony Kościoła katolickiego.

## Życiorys
Urodził się 21 grudnia 1890 roku i został ochrzczony tego samego dnia w kościele parafialnym Wniebowzięcia Najświętszej Marii Panny. Wstąpił do seminarium w Walencji, a w 1919 roku otrzymał święcenia kapłańskie. Pracował później jako proboszcz w Piles. Jest jedną z ofiar antykatolickich prześladowań religijnych okresu wojny domowej w Hiszpanii.
Karmela Sastre Sastre beatyfikował Jan Paweł II w dniu 11 marca 2001 roku jako męczennika zamordowanego z nienawiści do wiary (łac. odium fidei) w grupie 232 towarzyszy Józefa Aparicio Sanza.